# Lill-Risöholmen
Lill-Risöholmen (klein rotseiland bij Risön)  is een Zweeds eilandje behorend tot de Lule-archipel. Het eiland ligt ten westen van haar naamgever Risön (Luleå). Het heeft geen oeververbinding; er staan enige overnachtingshuisjes op het eiland.